# Chiesa di Santa Maria Nuova (Cortona)
La chiesa di Santa Maria Nuova è un luogo di culto cattolico che si trova a Cortona, in provincia di Arezzo e diocesi di Arezzo-Cortona-Sansepolcro.

## Storia
All'inizio del Cinquecento alcuni contadini, che rincasavano la sera lungo la strada che va dal convento delle Celle alla Porta Colonia, ebbero la visione di una figura femminile che si librava in aria accompagnata da quattro ceri accesi, per poi fermarsi presso un'edicola che conteneva un tabernacolo affrescato della Madonna in trono col Bambino, detta "Madonna dell'Ellera", cioè dell'edera che ricorpiva l'edicola.
Il tabernacolo divenne oggetto di devozione popolare e si diffuse la convinzione che l'immagine fosse dispensatrice di grazie e miracoli, tanto da avviare preso l'erezione di una cappella. Nel 1550 il Comune di Cortona avallò il nuovo culto, ordinando l'erezione di una nuova grande chiesa, che venne detta della "Maria Nuova" in contrapposizione all'esistenza di altre chiese dedicate alla Vergine, come la Madonna del Calcinaio.
Il 9 agosto 1550 venne posta la prima pietra dopo lo sbancamento del terreno, sotto la supervisione dell'architetto Giovanni Battista Sensi detto il Cristofanello. Questi morì poco dopo il completamento delle fondazioni, e gli succedette Giorgio Vasari. Tra ritardi legati a questioni economiche e l'avvicendarsi di altri architetti, si giunse infine al completamento del tempio con l'erezione della cupola, e la consacrazione come collegiata il 1º maggio 1610.
Il 28 agosto 1735 papa Clemente XII elevò la collegiata al titolo di "insigne". Tuttavia il 2 giugno 1786 la chiesa fu interessata dal primo decreto delle soppressioni leopoldine, che la ridusse a parrocchia. Nel 1805 il vescovo di Cortona Filippo Ganucci diede alla chiesa il titolo di prioria. Nel 1840 l'edificio fu interessato da ingenti restauri.
Nel 2006, a circa 200 metri dalla Porta Colonia, è stata rinvenuta in seguito a una frana, un'iscrizione su un masso che sembra ricordare l'antica ubicazione del tabernacolo dell'Ellera.

## Descrizione

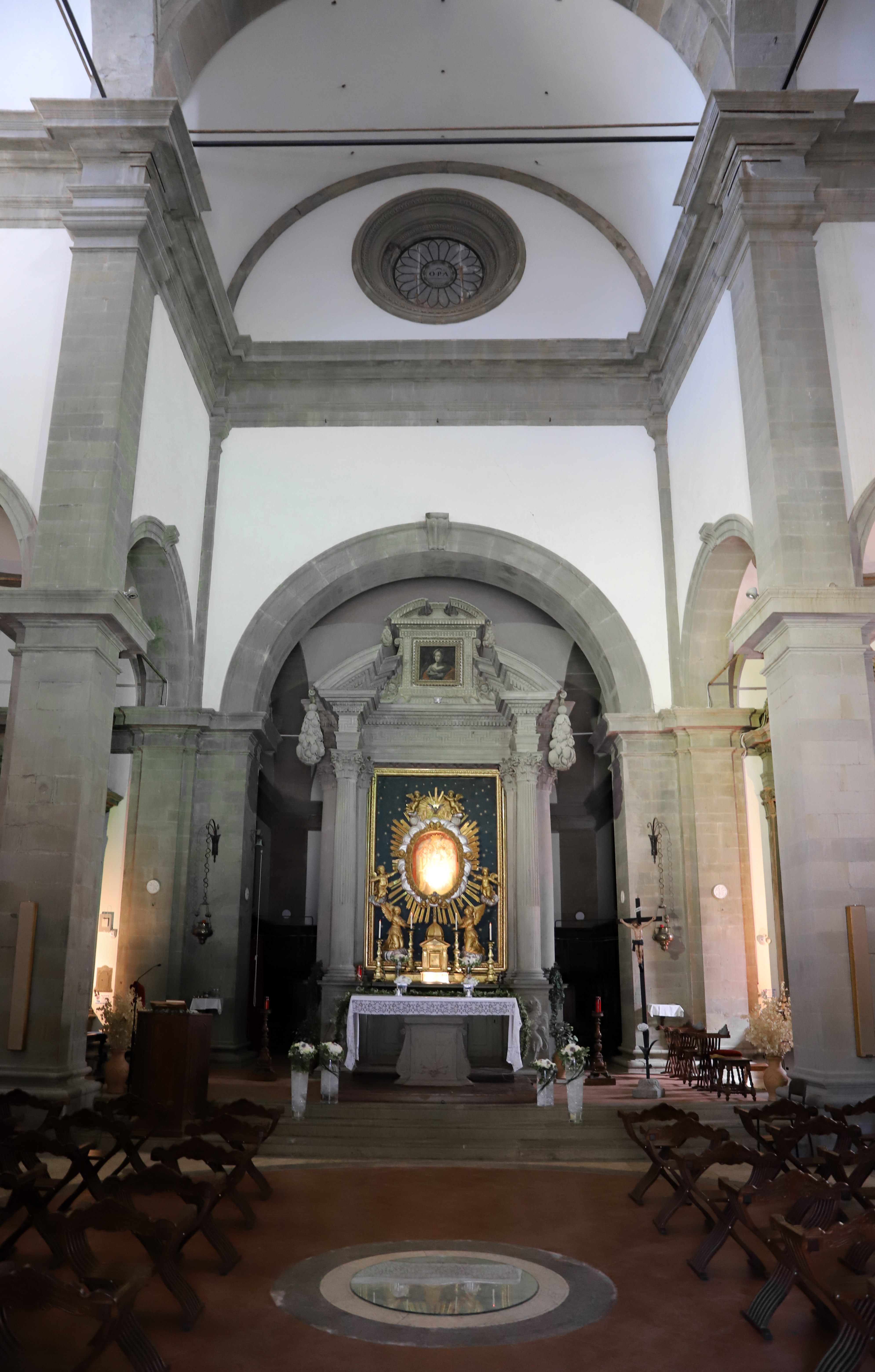
Interno

L'edificio si mostra di estremo interesse per quanto riguarda la planimetria, concepita secondo uno schema centralizzato, con una croce greca inscritta in un quadrato e sovrastata dalla cupola principale. L'aula misura circa 400 metri quadri.
Internamente si innalzano i quattro poderosi pilastri sui quali si imposta il tamburo della cupola.
Ai lati i quattro bracci della croce risultano coperti da una volta a botte, mentre quattro cupolini si elevano sugli spazi d'angolo.
L'altare maggiore è composto da una grande edicola in pietra arenaria, che custodisce l'immagine miracolosa della Madonna dell'Ellera. Il grande altare venne scolpito nel 1595 dal cortonese Mariotto Radi. All'interno ha un piccolo vano con una scala interna che consente di raggiungere la sommità.
Dietro di esso si trova il coro, detto anche cappella Venuti, con stalli cinquecenteschi e un grande badalone con una figura leonina reggilibro. Sia sulle pareti del coro che sul lato posterio dell'altare sono collocate delle tele di un pittore locale della fine del Seicento che copiano alcuni celebri dipinti di chiese cortonesi e che provengono dalla dimora della famiglia Laparelli in Cortona, e che furono donate da un discendente di questi ultimi nel 2012. In particolare si tratta della copia dell'Estasi di santa Margherita da Cortona di Giovanni Lanfranco (già in Santa Maria Nuova e oggi a palazzo Pitti a Firenze), della Natività e dell'Annunciazione di Pietro da Cortona (rispettivamente in Duomo e in San Francesco).
Gli altari laterali sono decorati da grandi pale. A destra dell'ingresso l'altare Laparelli o di Sant'Anna, con la Natività della Vergine di Alessandro Allori, firmata e datata 1595. Segono in senso antiorario l'altare Passerini, con l'Annunciazione dell'Empoli (firmata e datata 1614), l'altare Vagnucci, con l'Immacolata Concezione di Adriano Zabarelli (1641, da un'opera di Vasari), e l'altare Cecchetti con San Carlo Borromeo che dà la comunione agli appestati di Baccio Ciarpi.
Nel braccio destro del transetto vi è l'organo a canne, costruito dai cortonesi Cesare e Agostino Romani nel 1612-1613 e successivamente più volte modificato. La cantoria coeva, in legno intagliato con dorature, è stata realizzata da Francesco di Vincenzo.
La chiesa conserva inoltre un gruppo di vetrate cinquecentesche originali, tra cui l'Adorazione dei Magi nel rosone principale di Urbano Urbani (1586), le altre anonime.